# ولئای
وُلِئای یا اُلِئای یک آب‌سنگ حلقوی تشکیل شده از ۲۲ آبخوست خرد در جزایر کارولین خاوری است. همچنین یک منطقه شهرداری در ایالت یاپ در ایالات فدرال میکرونزی است. همچنین این آب‌سنگ حلقوی یک منطقه شهرداری در ایالت یاپ، ایالات فدرال میکرونزی نیز هست. آب‌سنگ حلقوی ولئای در ۵۷ کیلومتر (۳۵ مایل) باختر شمال باختر ایفالیک و ۱۰۸ کیلومتر (۶۷ مایل) شمال خاور یوریپیک قرار دارد. بزرگ‌ترین آبخوست این آب‌سنگ حلقوی در شمال خاوری آن نیز «ولئای» نام دارد.
در سال ۲۰۰۰، ۱،۰۸۱ نفر در مساحت ۴٫۵ کیلومتر مربع (۱٫۷ مایل مربع) زندگی می‌کردند.

## جغرافیا
آبخوست‌ها از یک آب‌سنگ حلقوی دوگانه مانند 8 انگلیسی تشکیل می‌شوند. درازای آب‌سنگ حقوی ۱۱٫۵ کیلومتر (۷٫۱ مایل) و بیشترین پهنای آن ۷ کیلومتر (۴٫۳ مایل) است. اگرچه بیشتر آب‌سنگ‌ها در لبه جنوبی به زیر آب رفته یا بسیار کوچک هستند. چندین آبخوست خرد بزرگ در لبه‌های شمالی و خاوری وجود دارند. ژرفا و بزرگی تالاب داخلی باختری بیشتر است. همه آب‌سنگ حلقوی ولئای بخشی از یک آبکوه است. مساحت کل خشکی آب‌سنگ حلقوی ولئای ۴٫۵ کیلومتر مربع (۱٫۷ مایل مربع) است.

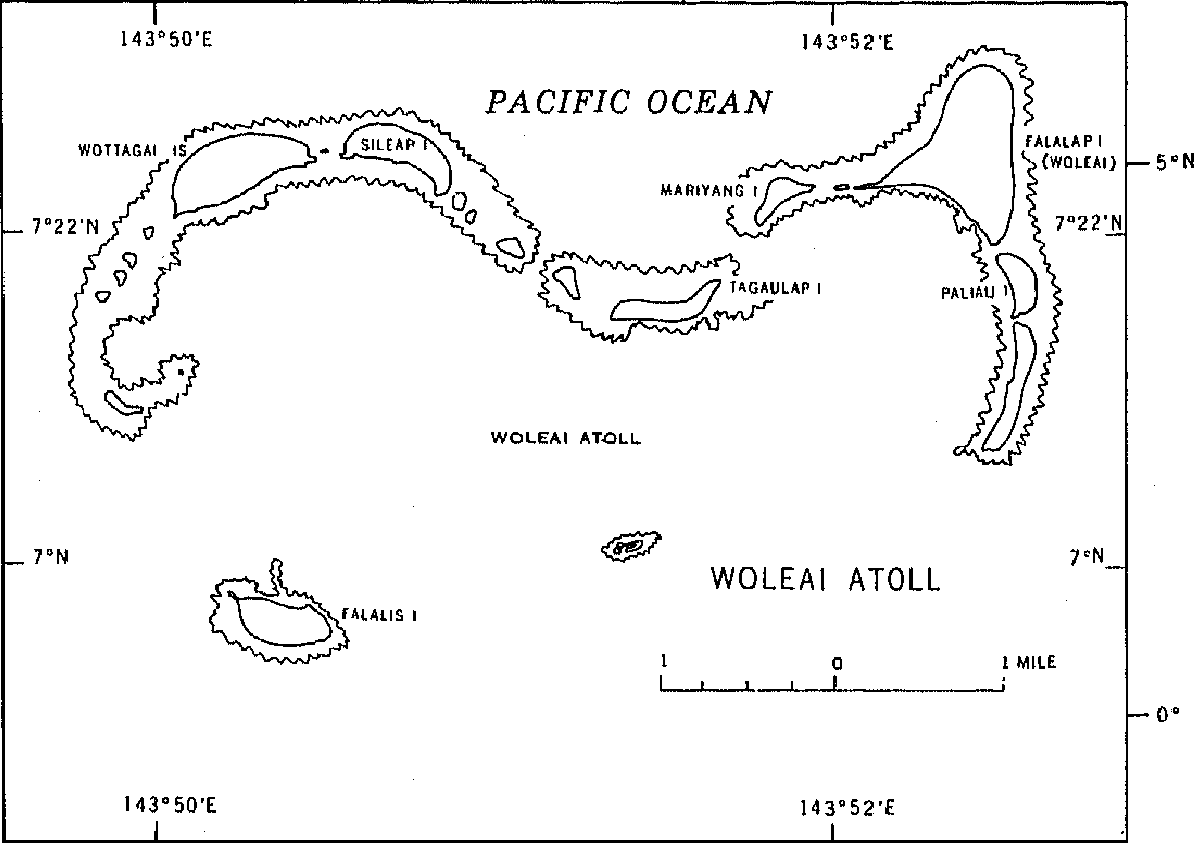
نقشه آب‌سنگ حلقوی ولئای در سال ۱۹۷۰

## تاریخ
برپایه یک سند از مردم صحبت کننده به زبان ولئائیایی که در سال ۱۹۱۳ بدست آمد ولئای فرهنگ یگانه‌ای دارد. در ۱۸۹۹ امپراتوری استعماری آلمان، بر همه آبخوست‌های جزایر کارولین ادعای مالکیت کرد. پس از جنگ جهانی اول، این آبخوست‌ها به کنترل امپراتوری استعماری ژاپن در آمدند.
در هنگام جنگ جهانی دوم در سال ۱۹۴۴ همزمان با جمع شدن متفقین جنگ جهانی دوم در جزایر ماریانا، نیروها و جنگ‌افزارهای زیادی از ارتش امپراتوری ژاپن در ولئای مستقر شدند. از اواخر ۱۹۴۴ تا میانه ۱۹۴۵ و تسلیم ژاپن، این آب‌سنگ حلقوی به دفعات بسیار بمباران شد. به گونه‌ای که از ۶,۴۲۶ نفر پرسنل نظامی در ۱۹۴۴، تنها ۱,۶۵۰ نفر در ۱۷ سپتامبر ۱۹۴۵ زنده ماندند.
پس از جنگ جهانی دوم، ایالات متحده آمریکا کنترل این آبخوست‌ها را به عهده گرفت. از ۱۹۴۷ آب‌سنگ حلقوی ساتاوال به عنوان بخشی از قلمرو تراست جزایر اقیانوس آرام مدیریت شد و در ۱۹۷۹ بخشی از ایالات فدرال میکرونزی شد.

## آموزش و پرورش
مدرسه‌های دولتی:
- دبیرستان ولئای